# 頭前

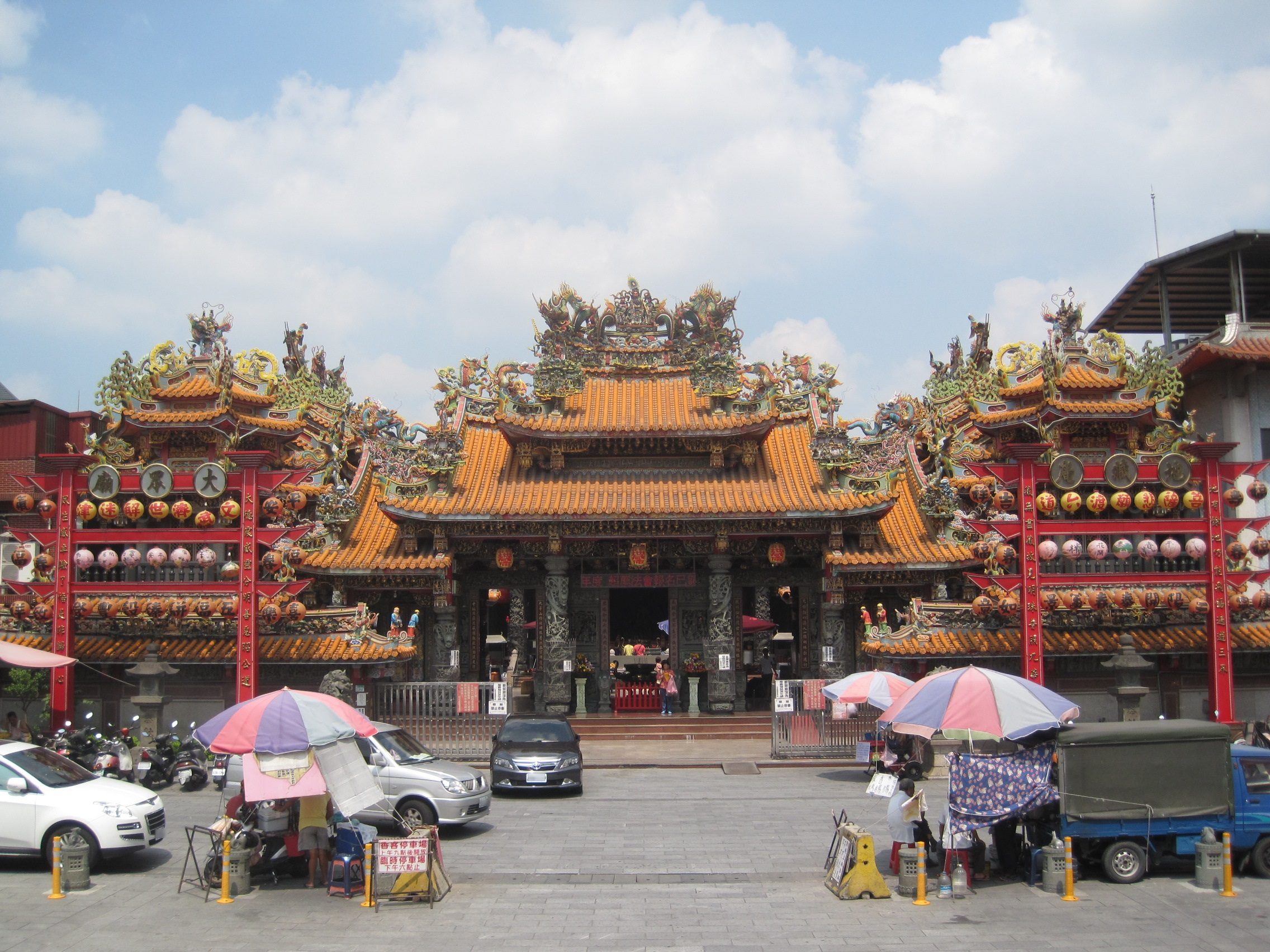
新莊地藏庵

頭前，是台灣新北市新莊區的一個地名，位於該區東北部，範圍大致包括中隆里最北端部分、福興里、福基里、昌隆里、昌信里、昌明里、和平里、信義里、幸福里、自信里、自強里、自立里、仁愛里、仁義里、頭前里、化成里、思賢里、思源里、恆安里東半部不含最南端、文明里東大半部。

## 歷史
台灣清治末期至日治前期，頭前地區為一街庄，稱為「頭前庄」，隸屬於興直堡。該庄北與新塭庄、更藔庄為鄰，東與二重埔庄為鄰，南邊隔大漢溪與江仔翠庄為界，西邊為新庄、中港厝庄。
1920年（日治大正九年），該庄改制為「頭前」大字，隸屬於臺北州新莊郡新莊街，大字下設有「頭前」、「茄苳腳」、「小田心子」小字名。戰後新莊街改制為新莊鎮，隸屬於臺北縣，大字亦改制為里。其後新莊鎮先後改制為新莊市、新莊區。由於人口增加，如今頭前地區已細分為多個里。

## 交通
台北捷運中和新蘆線經過頭前地區南端，並設有頭前庄站；環狀線南北縱貫頭前地區，設有頭前庄站、幸福站、新北產業園區站；桃園機場捷運通過頭前地區北部，設有新北產業園區站。隣近居民可由此路線及相關路網快速前往大台北地區各地，或至台北車站轉搭高鐵、台鐵或客運前往全台各地。
省道台1線經過本地區北部，往東可經三重前往臺北、基隆，往西可前往桃園、新竹及中南部地區。省道台1甲線為台1線的支線，經過本地區南端，往東可進入臺北市，往西可接台1線主線。縣道106甲經過本地區，橫向路段與省道台1線共線，縱向路段（思源路）往南經大漢橋可前往板橋、中和等地。

## 學校
- 頭前國中
- 興化國小
- 頭前國小
- 昌平國小
- 昌隆國小
- 思賢國小

## 公共設施
- 衛生福利部臺北醫院